# Burkina Faso világörökségi helyszínei
Burkina Faso területéről eddig négy helyszín került fel a világörökségi listára, négy helyszín a javaslati listán várakozik a felvételre.
| | Loropeni romjai |
| 2009 |                 |
| Kulturális (III) |                 |
| Védett terület: 1,11 ha, puffer zóna: 278,4 ha, hivatkozás: 1225 |                 |
| Az ország déli részén, a ghánai, togoi és elefántcsontparti határ közelében elterülő világörökségi helyszínhez egy hat méter magas fallal körülvett erődített település maradványai tartoznak, amely fontos szerepet játszott a Szahara térségének aranykereskedelmében. Az épületkomplexum összesen tíz erődítményből áll, amelyek a kutatások eredményei szerint legalább ezer évesek. Az épületegyüttest feltételezhetően a kulango vagy a loro nép emelte, és egy megközelítőleg száz erődöt magába foglaló épületlánc részeként hasznot húzott a Szaharán át folyó észak déli irányú aranyszállításból, amely összekötötte a földközi-tengeri aranyvásárlókat a sivatagtól délre fekvő bányákkal. A terület valószínűleg az Atlanti-óceán térségével is szoros kapcsolatban állt. Loropéni feltételezhetően nagy befolyással bírt az aranykereskedelem 14. és 17. század közötti virágkorában. Eddig a területnek csak egy részén végeztek tervszerű feltárásokat, ezért az épületegyüttes történetéről csak részleges információink vannak. Feltételezhető, hogy az évszázadok alatt többször is elnéptelenedett, majd a 19. században végleg sorsára hagyták. |                 |

| | W Regionális Park |
| Benin, Burkina Faso és Niger közös világörségi helyszíne |                   |
| 1996, kiterjesztés: 2017 |                   |
| Természeti (IX)(X) |                   |
| Védett terület: 1 494 831 ha, puffer zóna: 1 101 221 ha, hivatkozás: 749 |                   |
| A nemzeti park, Nyugat-Afrika legnagyobb természetvédelmi területe a szavanna és az erdő közötti átmeneti régióban fekszik. Több ország osztozik rajta - Niger mellett Burkina Faso és Benin - de kezdetben csak a Nigerben fekvő 2200 négyzetkilométeres részét vették fel a világörökségi listára. A 2017-es ülésszakon kiterjesztették, így jelenleg a három ország közös világörökségi helyszíne. A park nevét a Niger folyó kanyargós, W alakú szakaszáról kapta. A folyó jobb partján szavannás, erdős területek és a szudáni-guineai zóna galériaerdői keverednek. A keveredés eredményeképpen élővilága sokszínű, számos növény- és állatfajjal. Eddig hozzávetőlegesen 70 emlősfajt és 350 madárfajt dokumentáltak. A lápos részek kiemelt fontosságú életterei az itt élő madaraknak. A madarak egy része időszakos költözés miatt nagy területet igényel és mivel a park összefügg több a szomszédos országokban védelem alá vont részeivel ez segíti ezen fajok túlélését. A park nagy testű emlőseiről is híres, megtalálható köztük a földimalac, a pávián, a bivaly, az Anubisz pávián, a gepárd, az elefánt, a víziló, a párduc, az oroszlán, a szervál, és a varacskos disznó. Az ismert növényfajok száma 454 ezek közül két orchideafaj csak Nigerben él. A Niger folyóba ömlik a Mékrou, ami egy mély szurdokot vágott a homokkőbe. Esős évszakban a folyó zuhatagok sorává válik, a száraz évszakban kiszárad és medrében vízililiomok nőnek. |                   |

| | Burkina Faso ősi vaskohászati helyszínei |
| 2019 |                                          |
| Kulturális (III)(IV)(VI) |                                          |
| Védett terület: 122,3 ha, puffer zóna: 797,5 ha, hivatkozás: 1602 |                                          |
| A helyszín öt különböző részből áll, amelyek elszórtan helyezkednek el az ország különböző tartományaiban. Hozzá tartozik tizenöt, napon száríott agyagból készült kemence, számos a kemencékhez kapcsolódó építmény, valamint bányák és települések maradványai. Douroula lelőhelye, ami az i. e. 8. századra datálható a vasfeldolgozás fejlődésének eddig ismert legkorábbi bizonyítéka Burkina Fasóban. A másik négy helyszínen (Tivéga, Yamane, Kindibo és Békuy) nyomon követhető a vasfeldolgozás terjedése és az, ahogy az i. sz. 10. századtól fokozatosan egyre fontosabbá válik a mindennapi életben. Bár napjainkban a vas kinyerése a vasércből már nem a falvakban történik a helyi kovácsok ma is fontos szerepet játszanak a lakosok életében. Legfontosabb feladatuk a helyiek szerszámokkal való ellátása, és fontos szerepet játszanak a vallási szertartásokban is, |                                          |

| | Tiébélé királyi udvara |
| 2024 |                        |
| Kulturális (III) |                        |
| Védett terület: 1,84 ha, puffer zóna: 14,12 ha, hivatkozás: 1713 |                        |
| A királyi udvar egy a 16. század óta létező, döngölt agyagból kialakított épületegyüttes ami a kasem nép társadalmi berendezkedésével és kulturális értékeivel hozható kapcsolatba. A védőfallal körülvett királyi udvar falakkal elválasztott különálló épületcsoportokból áll. A udvar védőfalán kívül gyülekező- és szertartási helyeket alakítottak ki, ezek a királyi udvarból kiinduló átjárókon keresztül közelíthetők meg. Az épületeket a királyi udvarhoz tartozó férfiak építették majd a nők látták el szimbolikus jelentésű díszítéssel. A díszítésmód elemeit kizárólag a nők örökítik tovább és ők azok akik életben tartják az épületek festésének hagyományát. |                        |

## Javasolt helyszínek
| Megnevezés                                                             | Kép | Típus      | Kritérium | Év   | Link |
| ---------------------------------------------------------------------- | --- | ---------- | --------- | ---- | ---- |
| Bourzanga nekropoliszai                                                |     | Kulturális | III, VI   | 1996 | 56   |
| Vízilovak tava bioszféra rezervátum                                    |     | Természeti | IX, X     | 2012 | 5655 |
| A Száhel-övezet burkinai sziklavésetei Pohé-Mengao, Arbinda és Markoye |     | Kulturális | II, III   | 2012 | 5657 |
| Bobo-Dioulasso történelmi központja                                    |     | Kulturális | III, IV   | 2012 | 5658 |